# Castiglione di Ravenna
Castiglione di Ravenna is een plaats (frazione) in de Italiaanse gemeente Ravenna.